# Ahrar al-Sham
Harakat Ahrar ash-Sham Al-Islami (en árabe: حركة أحرار الشام الإسلامية‎ Ahrār al-Shām, que significa "Movimiento Islámico de los Hombres Libres del Levante") es una coalición de unidades islamistas y salafistas que formaron una brigada durante la guerra civil siria para luchar contra el gobierno baath liderado por Bashar al-Asad. Ahrar al-Sham fue liderado por Hassan Aboud. Para julio de 2013, contiene entre 10.000 y 20.000 combatientes, lo que la hace la unidad más poderosa luchando contra al-Asad.
Ahrar al-Sham estuvo dirigido por Hassan Aboud, hasta su muerte en 2014. En julio de 2013, Ahrar al-Sham tenía entre 10.000 y 20.000 hombres, lo que en ese momento la convertía en la segunda unidad más poderosa que luchaba contra al-Assad, después del Ejército Sirio Libre. Era la principal organización que operaba bajo el paraguas del Frente Islámico Sirio, y fue el mayor grupo dentro del Frente Islámico. Con un estimado de 20.000 combatientes en 2015, Ahrar al-Sham se convirtió en el grupo rebelde más grande de Siria después de que el Ejército Libre Sirio se volviera menos poderoso. Ahrar al-Sham y Jaysh al-Islam son los principales grupos rebeldes apoyados por Turquía. El 18 de febrero de 2018, Ahrar al-Sham se fusionó con el Movimiento Nour al-Din al-Zenki para formar el Frente de Liberación Siria.
El grupo tiene como objetivo crear un Estado islámico bajo la ley Sharia. También forma parte de la Coalición Islámica.
En las regiones bajo su control Ahrar al Sham aplica una interpretación estricta de la sharia e impone penas equivalentes a tortura o malos tratos por presuntos delitos. Entre las víctimas hay activistas pacíficos e incluso menores, así como miembros de minorías a los que se persigue únicamente por su religión, según Amnistía Internacional.
Si bien ambos son importantes grupos rebeldes, Ahrar al-Sham no debe confundirse con Tahrir al-Sham, su principal rival y ex aliado. Antes de 2016, Ahrar al-Sham se alió con el Frente al-Nusra, una filial ahora desaparecida de Al-Qaeda. A partir de 2017, luchó cada vez más contra Tahrir al-Sham, una coalición islámica formada bajo la iniciativa de un exlíder de Ahrar, Abu Jaber Shaykh; a través de una fusión de la facción Jaysh al-Ahrar de Ahrar al-Sham, Jabhat Fateh al-Sham, Nur al-Din Zenki y otros grupos de milicias.

## Ideología y estructura
Ahrar al-Sham se ha definido de esta manera:

El Movimiento Islámico de Hombres Libres del Levante es un movimiento islamista, reformista, innovador e integral. Está integrado con el Frente Islámico y es una formación militar, política y social islámica e integral. Su objetivo es derrocar completamente el régimen de Assad en Siria y construir un estado islámico cuyo único soberano, referencia, gobernante, dirección y unificador individual, social y nacional es la Sharia (ley) de Allah Todopoderoso.

Los fundadores del grupo fueron prisioneros políticos islamistas que habían sido detenidos durante años hasta su liberación en mayo de 2011 como parte de una amnistía por el gobierno sirio. Cuando se estableció a finales de 2011, Ahrar al-Sham consistía en unas 25 unidades rebeldes desplegadas por Siria. En julio de 2012, el sitio web del grupo listaba a 50 grupos, y en enero de 2013 se habían incrementado a 83 unidades. Según el International Crisis Group en 2012, Ahrar al-Sham, junto con el Frente al-Nusra, "adoptó el lenguaje de la yihad y pidió un estado islámico basado en los principios salafistas". El grupo tiene un liderazgo sirio y "enfatiza que su campaña es para Siria, no para una yihad global".
La mayoría de estas unidades tienen su base en pueblos de la gobernación de Idlib, pero otras se encuentran en Hama y Alepo. Algunas unidades de Ahrar al-Sham que han participado en muchas batallas incluyen las Brigadas de Qawafel al-Shuhada y de Ansar al-Haqq (ambas en Khan Sheikhoun, Idlib), la Brigada al-Tawhid wal-Iman (Maarrat al-Nouman, Idlib), la Brigada de Shahba (ciudad de Alepo), la Brigada Hassane bin Thabet (Darat Ezza, Alepo), y las Brigadas de Salahaddin y Abul-Fida (ambas en la ciudad de Hama).
Sin embargo, según funcionarios de inteligencia estadounidenses, algunos miembros de al-Qaeda liberados de las cárceles por el gobierno sirio han podido influir en las acciones del grupo e instalar agentes dentro de los altos rangos de Ahrar al-Sham.
En su primer comunicado de audio, Ahrar al-Sham indicó que su objetivo era reemplazar el gobierno de Asad con un estado islámico. Sin embargo, reconoció la necesidad de tomar en cuenta la opinión de la población. También describió el levantamiento como una yihad contra un complot safawi para establecer un estado chií desde Irán a través de Irak y Siria hasta el Líbano y Palestina.
Los miembros del grupo son islamistas. Ahrar al-Sham coopera con el Ejército Libre de Siria y otros grupos seculares, aunque no mantiene lazos con el Consejo Nacional Sirio. Coordinan con otros grupos, pero mantienen su propio liderazgo estricto y secreto, y reciben la mayoría de sus fondos de donaciones en Kuwait. El grupo tiene un liderazgo sirio, y "enfatiza que su campaña es para Siria, no una yihad global".
Ahrar al-Sham ha asegurado que solo dirige ataques contra fuerzas gubernamentales y milicias, y que ha cancelado diversas operaciones por temor a bajas civiles. Proporciona servicios humanitarios y ayuda a comunidades locales, además de folletos que promueven el compromiso religioso en la vida cotidiana. Dichos vínculos no se revelaron públicamente hasta enero de 2014, cuando un ex alto líder de Ahrar al-Sham, el ahora fallecido Abu Khalid al-Suri, reconoció su pertenencia durante mucho tiempo a al-Qaeda y su papel como  Representante de Ayman al-Zawahiri en el Levante.
En junio de 2013, Ahrar al-Sham se había convertido en una de las facciones rebeldes más poderosas en la guerra, habiéndose involucrado en cada victoria rebelde importante desde al menos septiembre de 2012, incluyendo la captura de Raqqa en marzo de 2013.
1.2 Motivaciones nacionalistas Algunos académicos han argumentado que Ahrar al-Sham debe ser considerado un grupo "nacionalista yihadista salafista".  El objetivo del cambio de régimen puede verse en la participación de Ahrar al-Sham en el conflicto de Siria. Ahrar al-Sham ha unido fuerzas con otros grupos en el conflicto en su oposición al régimen de Assad en Siria,

La bandera de independencia de Siria, un símbolo del nacionalismo sirio, es utilizada por algunas facciones de Ahrar al-Sham.

El experto regional Aymenn Jawad Al-Tamimi ha especulado que existían dos facciones dentro de Ahrar al-Sham, una facción nacionalista moderada y una facción Yihadismo salafista influenciada en gran medida por al-Qaeda vinculada Abu Khalid al-Suri quien fue designado por Ayman al-Zawahiri para actuar como mediador entre Jabhat al-Nusra y el ISIS, la facción que en ese momento existía principalmente en el este de Siria, en particularmente en Hasakah (campaña de la gobernación de Al-Hasakah (2012-13)) y que tenía una perspectiva pro-Califato, que se alió con ISIS y mantuvo vínculos con Ansar al-(Ansar al-Islam en Kurdistán) Islam y varios miembros de Ahrar al-Sham se unieron más tarde a ISIS durante la presencia del grupo allí. Como resultado, Ahrar al-Sham ha sido descrito como un grupo diverso en este sentido; en diciembre de 2016, otra facción salafista llamada Ejército del Islam encabezada por Abu Jaber Shaykh, un alto comandante en Ahrar al-Sham -Sham, se separó del grupo y se unió a Hayat Tahrir al-Sham pero luego abandonó HTS debido a desacuerdos con el liderazgo y la renuncia del clérigo saudita Abdullah al-Muhaysini, Jaysh al-Ahrar finalmente se unió el Frente Nacional para la Liberación junto a Ahrar al-Sham en 2018.
En su primer discurso de audio, Ahrar al-Sham declaró que su objetivo era reemplazar al gobierno de Assad con un Estado islámico sunita. Reconoció la necesidad de tener en cuenta el estado de ánimo actual de la población. También describió el levantamiento como una jihad contra un complot de Safawi para difundir el Islam chiita y establecer un estado chiita desde Irán a través de Irak y Siria, extendiéndose hasta Líbano y Palestina. Ahrar al-Sham ha afirmado que sólo ataca a las fuerzas y milicias gubernamentales y que ha cancelado varias operaciones por temor a víctimas civiles. Proporciona servicios humanitarios y ayuda a las comunidades locales, además de folletos que promueven el compromiso religioso en la vida diaria.
El líder de Ahrar al-Sham Hassan Aboud declaró que Ahrar al-Sham trabajaba con el Frente Nusra y no tendría problemas con al-Nusra mientras continuaran luchando contra el régimen. Aboud también dijo que Ahrar trabajó con el Estado Islámico de Irak y el Levante (ISIS) en algunas batallas, pero que su agenda era desagradable. Dijo que todos los partidos, ya fueran ISIS, al-Nusra, el Frente Islámico Frente Islámico o el ESL, compartían el mismo objetivo de establecer un estado islámico, pero diferían en cuanto a las "tácticas" , estrategias o métodos".
Aboud afirmó que en Siria "no existen grupos laicos". Aboud condenó la democracia en una entrevista con Al-Jazeera, diciendo que "La democracia es gente que gobierna a la gente, según las reglas que les plazca. Decimos que tenemos un sistema divino cuya ley es la de Alá para sus criaturas y sus esclavos a quienes nombró como vicerregentes en esta Tierra."
Mohamed Najeeb Bannan, juez del Tribunal del Frente Islámico Sharia en Alepo, declaró: "La referencia legal es la Sharia islámica. Los casos son diferentes, desde robos hasta consumo de drogas y delitos morales. Es nuestro deber examinar cualquier crimen que nos llegue... Después de que el régimen haya caído, creemos que la mayoría musulmana en Siria pedirá un estado islámico. Por supuesto, es muy importante señalar que algunos dicen que la Sharia islámica cortarle las manos y la cabeza a la gente, pero eso sólo se aplica a los criminales. Y empezar matando, crucificando, etc. Eso no es correcto en absoluto". En respuesta a una pregunta sobre cuál sería la diferencia entre la versión de la sharia del Frente Islámico y del Estado Islámico, dijo: "Uno de sus errores es antes de que el régimen haya caído, y antes de que hayan establecido lo que en la Sharia se llama Tamkeen [tener un estado estable], comenzaron a aplicar la Sharia, pensando que Dios les había dado permiso para controlar la tierra y establecer un califato. Esto va en contra de las creencias de los eruditos religiosos de todo el mundo. Esto es lo que [ISIS] hizo mal. Esto va a causar muchos problemas. Cualquiera que se oponga a [ISIL] será considerado contrario a la Sharia y será severamente castigado".

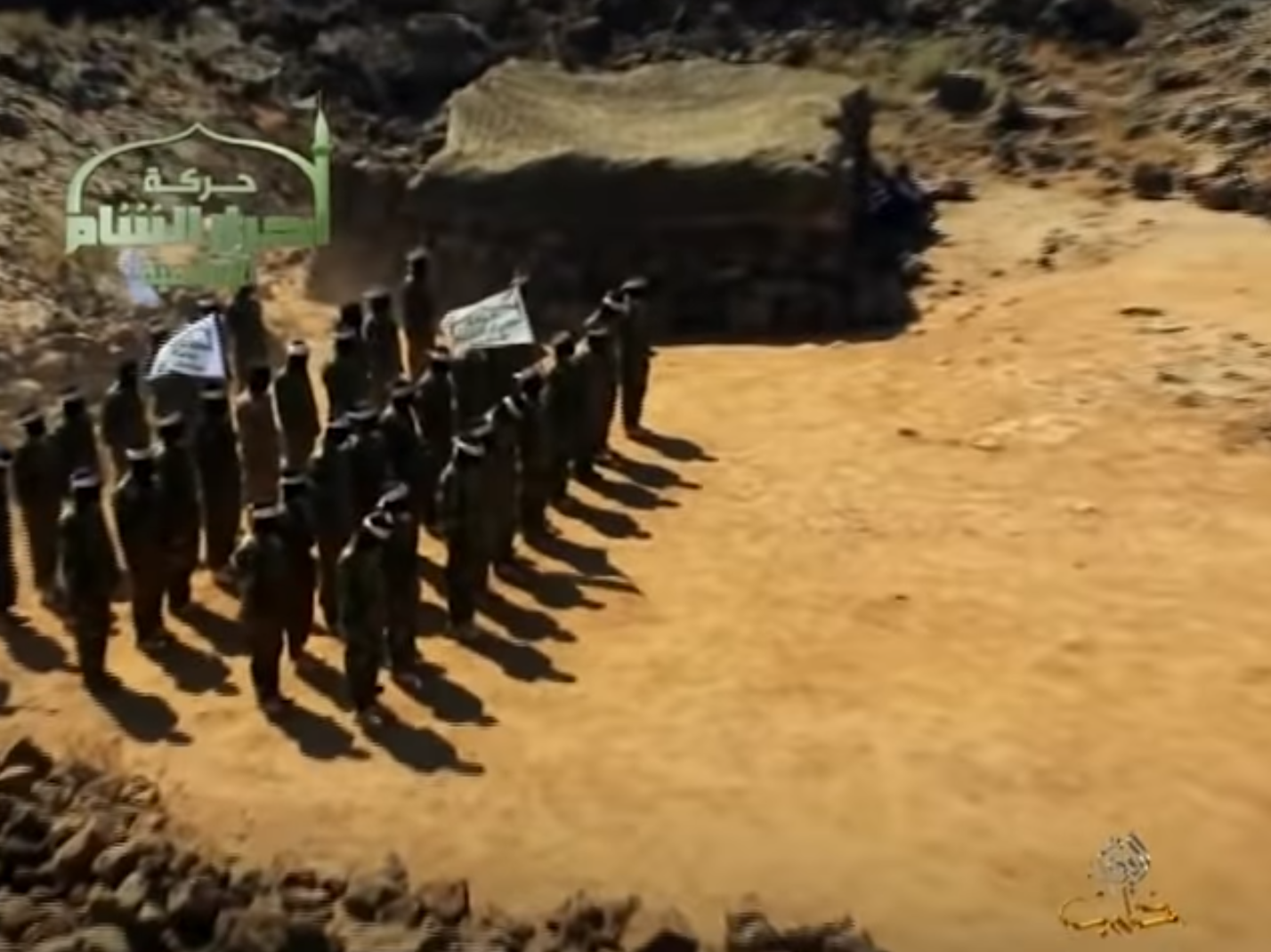
Combatientes de Ahrar al-Sham en un desfile

En febrero de 2015, después del tiroteo de Charlie Hebdo llevado a cabo por personas vinculadas a al-Qaeda en la península arábiga, un periódico pro-oposición imprimió artículos con el Je Suis Charlie, así como un homenaje a quienes murieron en el ataque, que Ahrar al-Sham consideró antiislámico y algunos miembros fueron filmados quemando copias del periódico con "Je Suis Charlie" impreso, el periódico Los escritores respondieron diciendo que la publicación fue sacada de contexto.
Ahrar al-Sham, y el Frente Islámico en general, expresaron sus condolencias por el líder talibán afgano Mullah Omar tras su muerte.
En agosto de 2015, el comandante de Ahrar al-Sham, Eyad Shaar, dijo: "Somos parte de la sociedad siria y de la comunidad internacional... Queremos ser parte de la solución". El representante político de Ahrar al-Sham declaró en diciembre de 2015 que Ahrar al-Sham "no está relacionado con al Qaeda, solo luchamos con ellos contra Assad e ISIS".
En un informe de Amnistía Internacional de julio de 2016, se describió a Ahrar al-Sham, junto con el Frente al-Nusra, por haber "aplicado una interpretación estricta de la Shari'a e impuesto castigos equivalentes a tortura u otros malos tratos por infracciones percibidas." Una activista política fue secuestrada y detenida por Ahrar al-Sham por no haber llevado velo y acusada de afiliación al gobierno sirio. Se ha registrado el secuestro de al menos tres niños por parte de Jabhat al-Nusra y Ahrar al-Sham entre 2012 y 2015. Abogados y activistas políticos se han enfrentado a ataques de represalia por parte de Ahrar al-Sham y otros grupos rebeldes islamistas debido a sus actividades políticas y su percepción de creencias religiosas..
En mayo de 2016, Ahrar al-Sham publicó un discurso del entonces subdirector general Ali al-Omar en el que distinguió la militancia de Ahrar al-Sham del ihadismo salafista de al-Qaeda y e ISIS, y defendió su compromiso político.
Durante el discurso de al-Omar, afirmó que Ahrar al-Sham era una nueva escuela de islamismo nacida de otras tres corrientes creadas después de la caída del Imperio Otomano, siendo esas corrientes organizaciones políticas como la Hermanos Musulmanes, movimientos de prostelización como el Tablighi Jamaat y el movimiento Yihadista en general, y que Ahrar al-Sham combina elementos de estas corrientes en su propia metodología y prácticas, estableciéndola como una nueva escuela del islamismo.
El 14 de febrero del 2017 la organización publicó una infografía con su organización que consta de 13 oficinas, 9 departamentos y 17 governaciones/secciones. En su cabeza consta del consejo de la shura que determina un líder que rige por un año, consta de oficinas de: Recursos humanos, técnica, supervisión, financiera, recursos, educación, social, militar, médico, económico, político, de la reglamentación islámica y de seguridad e inteligencia.
El 18 de junio de 2017, Ahrar al-Sham adoptó la Ley Árabe Unificada en sus tribunales de Siria. 21 de junio, el grupo emitió una fatwa que le permitía exhibir la Bandera de la independencia de Siria.

### Gobierno
Durante la existencia del grupo, ha administrado localidades bajo su control, incluidas áreas en la gobernación de Raqqa, la gobernación de Deir ez-Zor y otras partes de Siria. Ahrar al-Sham también tenía fuertes vínculos con las tribus árabes de Siria en el sur y reclutó a varios miembros de tribus del sur de Siria para el grupo. En 2013, durante la campaña de Raqqa (2012-13) de la oposición en Raqqa, Ahrar al-Sham estableció una filial local conocida como Brigada de los Fideicomisarios de Raqqa, la brigada actuó como una unidad encargada de hacer cumplir la ley en Raqqa y cooperó con los tribunales islámicos locales para hacer cumplir la ley Sharia, y supuestamente golpeó a un individuo en la ciudad según el fallo de un tribunal local. La brigada también participó en actividades humanitarias como la distribución de alimentos a la población local.
Una facción interna de Ahrar al-Sham, conocida como Brigada Muyahidín Ashidaa, encabezada por Abu al-Abd Ashidaa, había azotado a personas por no asistir a las oraciones del viernes.

## Historia

### Formación y primeras actividades
Los grupos salafistas surgieron como importantes actores políticos y sociales en Egipto y Túnez después de la Primavera Árabe. Los grupos salafistas pueden verse muy diferentes entre sí, pero el autor Markus Holdo identifica tres categorías aceptadas de grupos salafistas. Hay salafistas escrituralistas que se niegan a participar en política porque la consideran inútil para lograr sus objetivos, salafistas políticos que sí participan en política mientras buscan implementar una agenda fundamentalista y, por último, están los salafistas yihadistas que se identifican como parte de una yihad global y generalmente encuentran más popularidad entre los más jóvenes. Si bien puede haber diferencias en cómo los grupos yihadistas salafistas definen el acto de la yihad, generalmente rechazan la política institucional de la democracia liberal y la occidentalización debido a "su incapacidad para entregar los bienes materiales y éticos que exigen". simplemente se unen detrás de una visión religiosa compartida, sino en torno a la lucha contra los ideales que creen que existen en la política institucional, como la jerarquía, la exclusión y la corrupción. Ahrar al-Sham puede ser descrito como salafista yihadista cuya definición de Jihad es la de una guerra activa. A menudo, esta visión de la Jihad se utiliza como herramienta de reclutamiento llamando a los combatientes a unirse a una causa y cumplir con su deber para con el Islam. Ahrar al-Sham comenzó a formar unidades justo después de la Revolución egipcia de enero de 2011, y antes de que la fase de insurrección civil de la guerra civil siria comenzara en marzo de 2011.
La mayoría de los fundadores del grupo eran presos políticos salafistas que habían estado detenidos durante años en la prisión de Sednaya hasta que fueron liberados como parte de una amnistía por parte del gobierno sirio en marzo-mayo de 2011. En el momento de su creación en diciembre de 2011, Ahrar al-Sham estaba formado por unas 25 unidades rebeldes repartidas por toda Siria. El 23 de enero de 2012, los batallones Ahrar al-Sham se anunciaron oficialmente en la gobernación de Idlib. En el mismo anuncio, el grupo se atribuyó la responsabilidad de un ataque contra el cuartel general de seguridad en la ciudad de Idlib. "A todo el pueblo libre de Siria, anunciamos la formación de los Batallones de los Libres del Levante", decía el comunicado, según una traducción obtenida por el Long War Journal. "Prometemos a Dios, y luego les prometemos a ustedes, que seremos un escudo firme y una mano de ataque para repeler los ataques de este ejército criminal de Al Assad con todo el poder que podamos reunir. Prometemos proteger las vidas de los civiles y sus posesiones de la seguridad y de la milicia Shabiha [progubernamental]. Somos un pueblo que obtendrá la victoria o morirá".
En julio de 2012, el sitio web del grupo enumeraba 50 unidades y, a mediados de enero de 2013, el número había aumentado a 83 unidades de estas unidades tienen su sede en aldeas de gobernación de Idlib, pero muchas otras están ubicadas en gobernación de Hama y gobernación de Alepo. Algunas unidades de Ahrar al-Sham que han estado involucradas en intensos combates incluyen las Brigadas Qawafel al-Shuhada y Ansar al-Haqq (ambas en Jan Sheijun), la Brigada al-Tawhid wal-Iman (Maarat al- La Brigada Shahba (Ciudad de Alepo), la Brigada Hassane bin Thabet (Darat Izza, Alepo) y las Brigadas Salahaddin y Abul-Fida (ambas en Alepo) Ciudad de Hama).
Los miembros del grupo son islamistas suníes. Ahrar al-Sham coopera con el Ejército Sirio Libre; sin embargo, no mantiene vínculos con el Consejo Nacional Sirio. Aunque se coordinan con otros grupos, mantienen su propio liderazgo estricto y secreto, y reciben la mayor parte de su financiación y apoyo de donantes. en Kuwait. A Ahrar al-Sham se le atribuyó el mérito de rescatar al equipo de NBC News, incluido el reportero Richard Engel, el productor Ghazi Balkiz, el camarógrafo John Kooistra y otros después de que fueron secuestro en diciembre de 2012. Si bien Engel inicialmente culpó a militantes pro-Assad Shabiha por el secuestro, más tarde resultó que fueron "casi con certeza" secuestrados por un grupo rebelde afiliado al ELS. En agosto de 2012 había alrededor de 500 personas en Ahrar al-Sham.

### 2013-2014: Frente Islámico

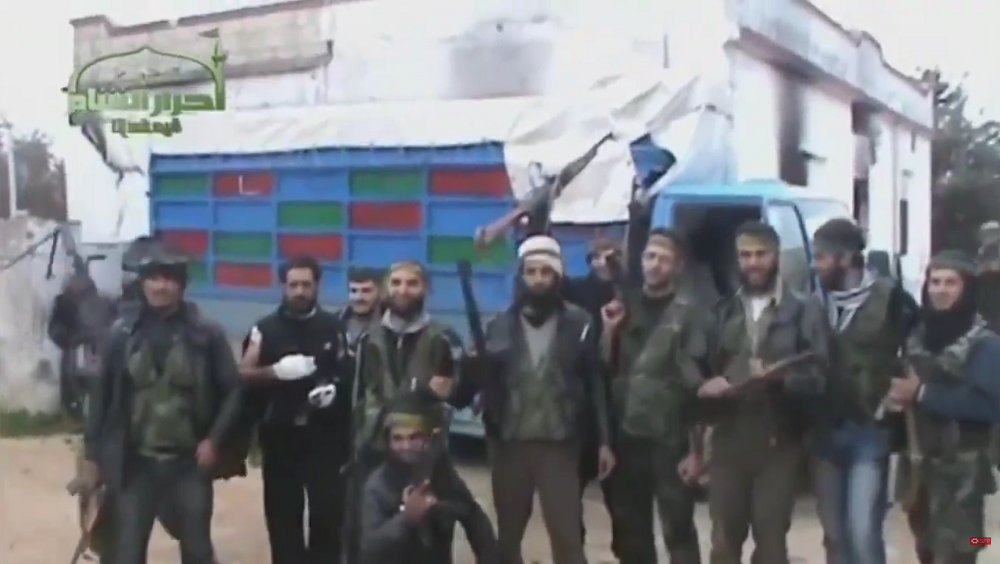
Combatientes de Ahrar al-Sham en una aldea de la Gobernación de Hama, marzo de 2013

En diciembre de 2012, se anunció una nueva organización coordinadora, llamada Frente Islámico Sirio, compuesta por 11 organizaciones rebeldes islamistas. Ahrar al-Sham era el más destacado de ellos, y miembro del grupo de Ahrar al-Sham, Abu 'Abd Al-Rahman Al-Suri (alias Abdulrahman Al Soory actuó como portavoz del Frente.) En diciembre de 2012, Ahrar al-Sham fue responsable de rescatar al periodista de la NBC Richard Engel y su equipo tras su secuestro aparente por Shabiha.
Ese mismo mes, se anunció la creación de una nueva organización global, llamada Frente Islámico Sirio, que consistía de 11 grupos rebeldes islamistas. Ahrar al-Sham era el más prominente de estos, y un miembro de Ahrar al-Sham's, Abu 'Abd Al-Rahman Al-Suri, fue el portavoz del Frente.
En enero de 2013, varias de las organizaciones miembros del Frente Islámico Sirio anunciaron que unirían fuerzas con Ahrar al-Sham en un grupo más amplio llamado Harakat Ahrar al-Sham al-Islamiyya (El Movimiento Islámico de Ahrar al-Sham).
En mayo de 2013, Ahrar al-Sham junto con Al-Nusra, ISIS y la Brigada Tawhid lucharon contra el Frente Ghuraba al-Sham debido al saqueo y la corrupción en nombre de Ghuraba. al-Sham, así como las disputas que Ghuraba al-Sham tuvo con el Tribunal Sharia de Alepo
En agosto de 2013, miembros de la brigada subieron un vídeo de su derribo de un Fuerza Aérea Siria MiG-21 sobre la provincia de Latakia con un MANPADSFN-6 de fabricación china , aparentemente convirtiéndose en la primera muerte registrada con un arma de este tipo. En septiembre de 2013, miembros del ISIS mataron al comandante de Ahrar al-Sham, Abu Obeida Al-Binnishi, después de que interviniera para proteger una organización benéfica islámica de Malasia; ISIS había confundido su Bandera de Malasia con la de Estados Unidos.
A mediados de noviembre de 2013, después de la batalla por la Brigada 80 cerca del aeropuerto internacional de Alepo, combatientes del Estado Islámico de Irak y el Levante decapitaron a un comandante de las fuerzas de Ahrar al-Sham, confundiéndolo con un miliciano chiita iraquí progubernamental. En el mismo mes, el SIF anunció que se disolvería y que sus componentes operarían en adelante como parte del recién formado Frente Islámico.
En diciembre de 2013, hubo informes de combates entre ISIS y otro grupo rebelde islámico en la ciudad de Maskana, Alepo; Los activistas informaron que el grupo rebelde islámico fue identificado como Ahrar al-Sham.

### 2014-2016: alianzas cambiantes con rebeldes e islamistas
El 23 de febrero de 2014, Abu Khalid al-Suri, uno de los principales comandantes y representantes de al-Qaeda, fue asesinado en un atentado suicida en Alepo, organizado por el ISIS, Abu Khalid al-Suri, murió en un atentado suicida con bomba en Alepo, organizado por ISIS. En marzo de 2015, la Brigada Suqour al-Sham se fusionó con Ahrar al-Sham, pero se separó en septiembre de 2016.
Más tarde, en septiembre, Suqour al-Sham se unió al Ejército de la Conquista, un grupo que también tiene a Ahrar al-Sham como miembro.

#### Septiembre de 2014: líderes muertos en atentados
El 9 de septiembre de 2014, una bomba explotó durante una reunión de alto nivel en la provincia de Idlib, matando a Hassan Abboud, el líder del grupo, y a otros 27 altos comandantes, incluidos comandantes militares de campo y miembros del consejo Shura del grupo. y líderes de brigadas aliadas. Nadie se atribuyó la responsabilidad del ataque. El día después del atentado, Abu Jaber fue anunciado como líder sustituto. Ahrar al-Sham recibió las condolencias del Frente al-Nusra, y recibiendo condolencias de otros miembros de Al Qaeda..
| Nombre                   | Función                                                      | Alias                  | Notas                                           |
| ------------------------ | ------------------------------------------------------------ | ---------------------- | ----------------------------------------------- |
| Hassane Abboud           | Jefe del Buró Político del Frente Islámico                   | Abu Abdullah al-Hamawi |                                                 |
| Abu Yazen al-Shami       |                                                              |                        | Había fundado Fajr al-Islam, con sede en Alepo. |
| Abu Talha al-Ghab        | Alto comandante militar                                      |                        |                                                 |
| Abu Abdulmalek al-Sharei | Cabeza del Consejo Islámico de la Sharia del Frente Islámico |                        |                                                 |
| Abu Ayman Al-Hamwi       |                                                              |                        |                                                 |
| Abu Ayman Ram Hamdan     |                                                              |                        |                                                 |
| Abu Sariya al-Shami      | Ideolo                                                       |                        |                                                 |
| Muhibbeddin al-Shami     |                                                              |                        |                                                 |
| Abu Yusuf Binnish        |                                                              |                        |                                                 |
| Talal al-AhmadTammam     |                                                              |                        |                                                 |
| Abul-Zubeir al-Hamawi    | Líder en Hama                                                |                        |                                                 |
| Abu Hamza al-Raqqa       |                                                              |                        | Had founded the Aleppo-based Fajr al-Islam      |
| several other leaders    |                                                              |                        |                                                 |

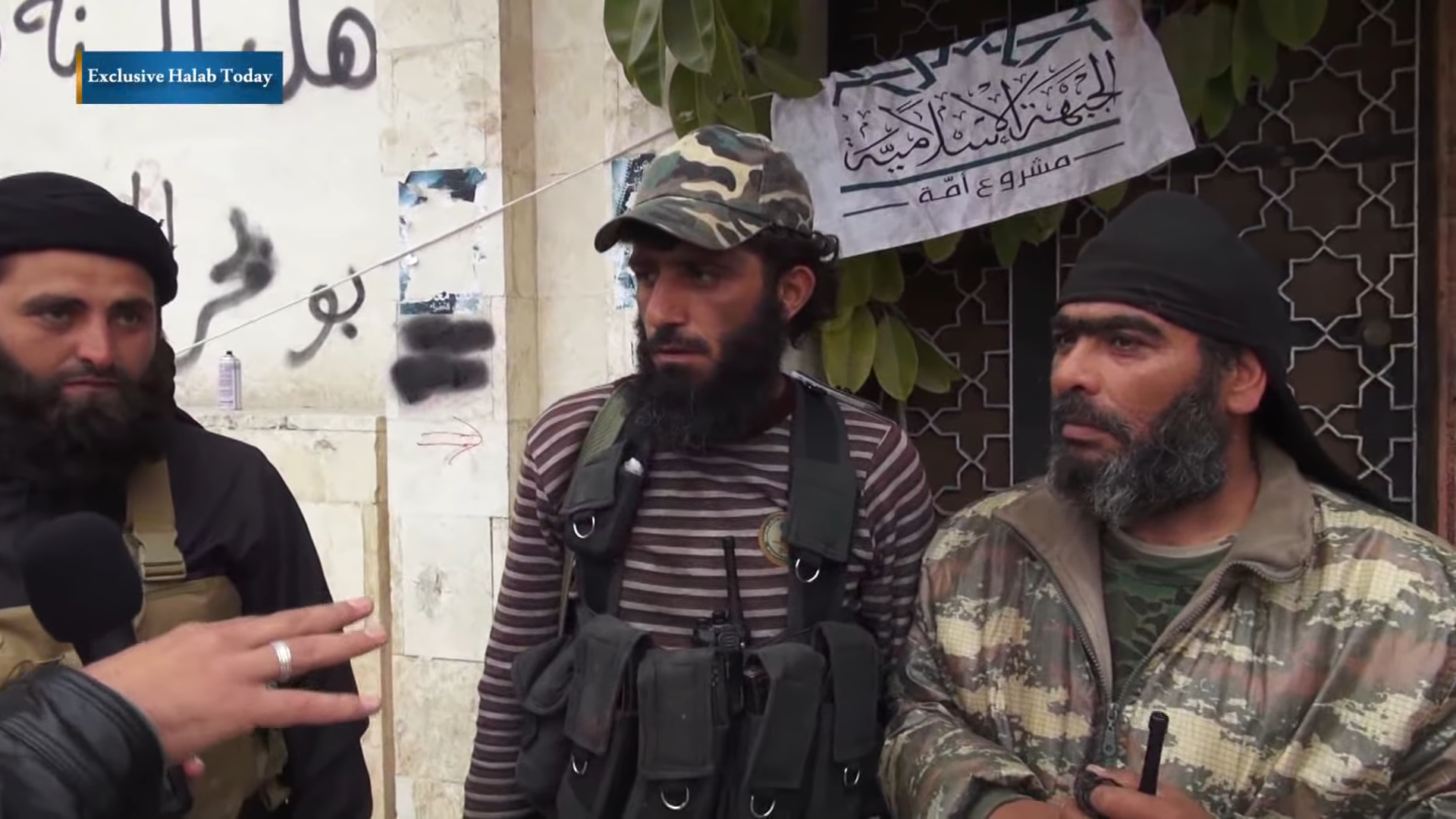
Los comandantes de campo de Ahrar al-Sham en Idlib después de participar en la batalla para capturar la ciudad, 30 de marzo de 2015

A principios de noviembre de 2014, representantes de Ahrar al-Sham supuestamente asistieron a una reunión con el Frente al-Nusra, el Grupo Jorasán, el Estado Islámico de Irak y el Levante, y Jund al-Aqsa, que buscaba unir a los grupos contra el gobierno sirio. Sin embargo, el 14 de noviembre de 2014, se informó que las negociaciones habían fracasado.
Durante la noche del 6 de noviembre de 2014, un ataque aéreo estadounidense tuvo como objetivo al grupo por primera vez y alcanzó su sede en la gobernación de Idlib asesinando a Abu al-Nasr, quien estaba a cargo de recibir armas para el grupo. El 24 de noviembre de 2014, un ataque aéreo estadounidense contra el edificio del cuartel general del ISIS en Ma'dan, Al Raqa, mató a otro combatiente de Ahrar al-Sham, que estaba prisionero del ISIS.
El New York Times informó que el clérigo saudita pro Al-Qaeda Abdullah Al-Muhaisini ordenó que no se matara a los cristianos en Idlib, y que Ahrar al-Sham estaba defendiendo a los cristianos.
Sin embargo, según Middle East Christian News, hubo informes posteriores no confirmados del Observatorio Asirio de Derechos Humanos de que Ahrar al-Sham ejecutó a dos cristianos en la ciudad.
El 26 de abril de 2015, Ahrar al-Sham, junto con otros grupos importantes con base en Alepo, establecieron la sala de operaciones conjuntas Fatah Halab.
El 14 de julio de 2015, dos atacantes suicidas se inmolaron en la sede del Movimiento Ahrar al-Sham, matando a Abu Abdul Rahman Salqeen (un líder de Ahrar al-Sham) y a 5 o 6 personas más en la gobernación de Idlib.
Mohannad al-Masri, conocido con el alias Abu Yahia al-Hamawi, fue nombrado líder en septiembre de 2015. 
Ali al-Omar, conocido por el alias Abu Ammar al-Omar, fue nombrado líder en noviembre de 2016.
En octubre de 2015, las Brigadas Abu Amara abandonaron el Frente del Levante, al que se habían unido en febrero de 2015, y se unieron a Ahrar al-Sham. El 21 de octubre de 2015, se creó la sala de operaciones de Jund al Malahim como una alianza de Ajnad al Sham, Ahrar al-Sham y Al-Nusra en Rif Dimashq.
El 25 de febrero de 2016, un coche bomba fue detonado en la base militar rusa en Idlib, Siria. Ahrar al-Sham se atribuyó la responsabilidad en su sitio web alegando "docenas" de víctimas entre funcionarios rusos. Al día siguiente, el brazo de Jaysh al-Sunna en Hama se fusionó con Ahrar al-Sham, aunque su sucursal del norte de Alepo no formó parte de esta fusión.
El 13 de mayo de 2016, , Amnistía Internacional nombró a Ahrar al-Sham como uno de los grupos responsables de "repetidos ataques indiscriminados que pueden constituir crímenes de guerra" e informó de acusaciones de su uso de armas químicas. El 12 de mayo de 2016, combatientes del Frente Al-Nusra atacaron y capturaron la aldea alauita de Zara'a, en el sur Gobernación de Hama. Los medios progubernamentales informaron que combatientes de Ahrar al-Sham estaban involucrados. El Observatorio Sirio de Derechos Humanos confirmó que habían secuestrado civiles y la Media Luna Roja habría confirmado que 42 civiles y siete Fuerza de Defensa Nacional (milicianos progubernamentales) murieron durante el ataque terrorista. Además, algunas fuentes de noticias pro-gobierno sirio informaron que alrededor de 70 civiles, entre ellos mujeres y niños, fueron secuestrados y llevados a las llanuras de Al-Rastan. Algunos de los capturados eran peleadores progubernamentales.
En septiembre de 2016, la Brigada Muyahidín Ashida'a abandonó Ahrar al-Sham, aparentemente debido al apoyo de Ahrar a la Operación Escudo del Éufrates de Turquía y a la falta de voluntad de estar más cerca del Frente al-Nusra. Ahrar al-Sham fue elogiado por Tawfiq Shahabuddin, líder del Movimiento Nour al-Din al-Zenki, en octubre de 2016.
El 10 de diciembre de 2016, 16 unidades de Ahrar al-Sham bajo el mando de Hashim Sheikh, conocido por el alias Abu Jaber, formaron un grupo casi independiente dentro de Ahrar llamado Jaysh al-Ahrar, o Ejército Libre, por razones similares a las de Ashida'a.
Batallas y ofensivas de la Guerra Civil Siria
En septiembre de 2015: En colaboración con Jabhat al-Nusra, Ahrar al-Sham tomó un bastión del régimen de Assad, la base aérea militar de Abu al-Zuhur en la gobernación de Idlib.
Otoño de 2015: En alianza con Jabhat al-Nusra, Ahrar al-Sham participó en ofensivas en el norte de Alepo contra ISIS y en el sur de Alepo contra las fuerzas del régimen de Assad.
Mayo y junio de 2016: Aliados con Jabhat al-Nusra, llevaron a cabo ataques en el norte de Alepo contra ISIS que inicialmente lograron avances rápidos pero finalmente fueron rechazados.
Primavera de 2016: Ahrar al-Sham estuvo involucrado en intensos combates con otras fuerzas rebeldes anti-ISIS en Ghouta oriental y occidental y en la región de Dar'a en el sur de Siria.
Junio de 2016: En alianza con Jabhat al-Nusra y otros, gran ofensiva contra las fuerzas del régimen de Assad en Jabal al-Akrad.

### 2017 en adelante: conflicto con al-Nusra/HTS
El 21 de enero de 2017, cinco facciones de Ahrar supuestamente abandonaron para unirse al Frente al-Nusra: Jaysh al-Ahrar, al-Bara, Dhu Nurayn, al-Sawa'iq y el Batallón Usud al-Har